# Flamländska gemenskapskommissionen

Flamländska gemenskapskommissionens flagga.

Flamländska gemenskapskommissionen (nederländska: Vlaamse Gemeenschapscommissie) är den Flamländska gemenskapens regionala representation i Bryssel, en av Belgiens tre federala regioner. Gemenskapskommissionen lyder under Flamländska gemenskapen och består av de flamländska delegaterna i Bryssels regionparlament. Organet upprättades genom en ändring av Belgiens konstitution och trädde i kraft den 12 januari 1989.
För de frågor som inte i sin helhet är flamländska finns den Gemensamma gemenskapskommissionen. Den gemensamma kommissionen har ansvar för frågor som delas mellan de flamländska och franska gemenskaperna. Franska gemenskapen representeras regionalt i Bryssel av Franska gemenskapskommissionen.